# Lubník
Lubník település Csehországban, az Ústí nad Orlicí-i járásban. Lubník Žichlínek, Tatenice, Strážná, Albrechtice és Sázava településekkel határos. Lakosainak száma 364 fő (2024. január 1.).

## Népesség
A település lakosságának változását az alábbi diagram mutatja:
| Lakosok száma | 552  | 533  | 444  | 372  | 336  | 323  | 351  | 354  | 363  | 364  |
|               | 1869 | 1900 | 1921 | 1961 | 1980 | 2011 | 2016 | 2019 | 2021 | 2024 |